# Nazareno Orlandi
Nazareno Orlandi (n. Ascoli, Italia; 1861 - f. Buenos Aires, Argentina; 1952), fue un pintor y muralista italiano nacionalizado argentino, perteneciente a la llamada Escuela Argentina.

## Biografía
Estudió Bellas Artes en la Academia de Bellas Artes de Florencia, donde se graduó en 1885. En 1883 obtuvo el Primer Premio para cursos de pintura en Perugia.
En 1889, viajó a la Capital Federal a instancias de Francisco Tamburini y solicitado por el gobierno argentino, en aquel entonces presidido por Miguel Juárez Celman, para que colaborara en las refacciones de la Casa de Gobierno. En 1890 decide radicarse definitivamente en Argentina.
En 1893, participó de la Exposición Internacional de Chicago, Estados Unidos donde consiguió una medalla de Oro. En 1897 también obtuvo una mención por su actuación en la Bienal de Venecia, Italia. En 1910 la Sociedad Italiana solicitó su colaboración en la organización de los eventos de la Exposición Internacional del Centenario para el pabellón italiano. Ese mismo año la Academia de Florencia lo admitió como académico honorario. En 1927 obtuvo el Primer Premio en la Exposición Comunal de Artes Aplicadas e Industriales de Buenos Aires, que organizaba la Comisión Municipal de Fiestas Populares.

## Obra artística
El academicismo riguroso y la fidelidad al modelo representado son algunas de las características de su obra. Se dedicó simultáneamente a la pintura de caballete y a la gran decoración fastuosa, donde realizó trabajos como el del El Ateneo Gran Splendid, la Escuela Normal Mariano Acosta o el actual Salón Dorado de la Casa de Cultura, que en aquella época pertenecía al diario La Prensa. También decoró edificios públicos en Santa Fe y Córdoba. 
En 1890 decoró la Iglesia del Salvador, ubicada en las calles Tucumán y Callao, en Ciudad de Buenos Aires. En 1903 decoró la cúpula de la Iglesia de San Telmo, la del Teatro La Comedia, el Círculo Militar, ex Palacio Paz y el Círculo Italiano. En 1904 colaboró en la decoración de la cúpula del Teatro Municipal de Santa Fe, y participó junto a Emilio Caraffa y Carlos Camilloni en la elaboración de los bocetos para decorar la Catedral de Córdoba. Se le atribuye haber participado en el diseño decorativo del Teatro Rivera Indarte junto a Tamburini y al pintor Gonzaga Coni. También colaboró en el cielo rasos de la antigua Bolsa de Comercio, ubicada en la calle San Lorenzo, hoy desaparecida; y en el Teatro Colón en la boca del escenario junto a Domingo Fontana.